# اچ‌ام‌اس هیاکینس (۱۸۲۹)
اچ‌ام‌اس هیاکینس (۱۸۲۹) (به انگلیسی: HMS Hyacinth (1829)) یک کشتی بود که طول آن ۱۰۹ فوت ۶ اینچ (۳۳٫۴ متر) بود. این کشتی در سال ۱۸۲۹ ساخته شد.